# Liste der Monuments historiques in Messy
Die Liste der Monuments historiques in Messy führt die Monuments historiques in der französischen Gemeinde Messy auf.

## Liste der Objekte
| Bezeichnung                                                | Beschreibung | Standort                                                      | Kennzeichnung | Schutzstatus | Datum | Bild |
| ---------------------------------------------------------- | --- | ------------------------------------------------------------- | ------------- | ------------ | ----- | ---- |
| Taufbecken und Deckel                                      | Taufbecken aus Stein mit einem Kupferdeckel und einem balusterförmigen Sockel aus dem Jahr 1768 laut Inschrift.                                                                                             | Im Kirchenschiff der Kirche St-Pierre-St-Paul (Lage)          | PM77003833    | Inscrit      | 1980  |      |
| Glocke                                                     | Bronzeglocke, 1635 gegossen | In der Kirche St-Pierre-St-Paul (Lage)                        | PM77001129    | Classé       | 1942  |      |
| Trauertafel für Jean Boucheron und Françoise Le Vacher     | Aus Stein mit einer Szene der Kreuzigung Christi und durch einen Schenkungsvertrag an die Kirche übergangen. Bezeichnet mit 4. Mai 1651.                                                                    | An der Nordwand in der Kirche St-Pierre-St-Paul (Lage)        | PM77003960    | Inscrit      | 1981  |      |
| Prozessionsbanner Madonna mit Kind                         | Banner aus Stoff und teilweise Seide mit Metallfäden an den Seiten und am unteren Rand bestickt. Entstehungszeit im 19. Jahrhundert.                                                                        | Im Kirchenschiff der Kirche St-Pierre-St-Paul (Lage)          | PM77003835    | Inscrit      | 1980  |      |
| Prozessionsbanner Heiliger Petrus und Heiliger Paulus      | Banner aus Stoff und teilweise Seide mit Metallfäden an den Seiten und am unteren Rand bestickt. Entstehungszeit im 19. Jahrhundert.                                                                        | Im Kirchenschiff der Kirche St-Pierre-St-Paul (Lage)          | PM77003834    | Inscrit      | 1980  |      |
| Trauertafel für Jean Troisvalletz und Marguerite Boucheron | Steintafel für den Beamten des königlichen Haushalts Jean Troisvalletz († 1673) und seine Frau Marguerite Baucheron († 1672). Bezeichnet mit 1673.                                                          | An der Nordwand in der Kirche St-Pierre-St-Paul (Lage)        | PM77003831    | Inscrit      | 1980  |      |
| Tabernakel                                                 | Tabernakel aus gewachstem Holz mit einer Tür auf dem das mystische Lamm und das Dreieck der Dreifaltigkeit mit einer Umrahmung von zwei Blattrollen dargestellt werden. Entstehungszeit im 19. Jahrhundert. | Altar der Apsiskapelle in der Kirche St-Pierre-St-Paul (Lage) | PM77003832    | Inscrit      | 1980  |      |
| Beichtstuhl                                                | Beichtstuhl aus Holz mit drei Bereichen. Die zentrale Kabine wird durch eine Tür verschlossen und von einem kleinen Holzkreuz überragt. Bezeichnet im Giebel mit 1764.                                      | Im Kirchenschiff der Kirche St-Pierre-St-Paul (Lage)          | PM77003961    | Inscrit      | 1981  |      |